# Takao Yamauchi
Takao Yamauchi (山内 貴雄 Yamauchi Takao?), född 4 september 1978 i Hyōgo prefektur, är en japansk före detta fotbollsspelare.
Yamauchi började sin karriär 2001 i Cerezo Osaka. Han spelade 28 ligamatcher för klubben. Han avslutade karriären 2002.